# Främlingen (film)

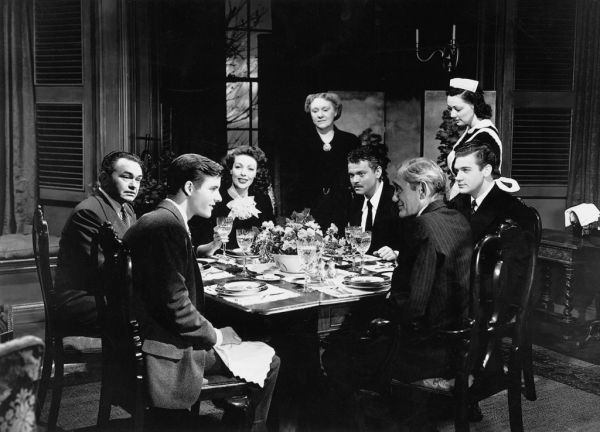
Från vänster: Edward G. Robinson, Richard Long, Loretta Young, Martha Wentworth, Orson Welles, Philip Merivale och Byron Keith.

Främlingen (originaltitel: The Stranger) är en amerikansk thrillerfilm från 1946 i genren film noir, regisserad av Orson Welles och med denne samt Edward G. Robinson och Loretta Young i huvudrollerna. Filmen var Welles tredje som regissör. 

## Handling
Ex-nazisten Franz Kindler (spelad av Orson Welles) har strax efter andra världskriget flytt till en liten stad i Connecticut i USA. Han har bytt identitet till historieprofessorn Charles Rankin och förlovat sig med dottern till en högt uppsatt jurist.
FBI har fått information om att Kindler skall befinna sig i landet, men man vet inte var någonstans eller hur han ser ut. FBI-agenten har dock en uppgift om den eftersökta mannen. Denne skall ha ett stort intresse för stora klockor och dessas funktion; en fascination som gränsar till mani.

## Om filmen
Främlingen har visats i SVT, bland annat i april 2019.

## Roller i urval
- Edward G. Robinson – Mr. Wilson
- Loretta Young – Mary Longstreet Rankin
- Orson Welles – Franz Kindler, aka Professor Charles Rankin
- Philip Merivale – Domare Adam Longstreet
- Richard Long – Noah Longstreet
- Konstantin Shayne – Konrad Meinike
- Byron Keith – Dr. Jeffrey Lawrence
- Billy House – Mr. Potter
- Martha Wentworth – Sara
- Isabel O'Madigan – Mrs. Lawrence
- Pietro Sosso – Mr. Peabody
- Erskine Sanford – gäst
- Theodore Gottlieb – Farbright